# 1950-ih
2. tisućljeće
◄ | 19. stoljeće | 20. stoljeće | 21. stoljeće | ►
◄ | 1920-ih | 1930-ih | 1940-ih | 1950-ih | 1960-ih | 1970-ih | 1980-ih | ►
1950. | 1951. | 1952. | 1953. | 1954. | 1955. | 1956. | 1957. | 1958. | 1959.

## Događaji i trendovi
- Nastanak rock and rolla
- Početak svemirske utrke
- Nastanak ska glazbe, prethodnika reggaea i rocksteadyja
- Začetci prvih videoigara
- Rosa Parks

## Svjetska politika
- Korejski rat
- Mađarska revolucija 1956.
- Kubanska revolucija
- Osnovana Europska ekonomska zajednica